# 1853 in Italia

## Avvenimenti
- 26 gennaio: nasce a Torino l'Agenzia Stefani, la prima agenzia di stampa italiana[1][2].
- 6 febbraio: rivolta di Milano. Un pugno di insorti prese d'assalto i posti di guardia e le caserme austriache. Gli insorti fallirono nel giro di poche ore. Sedici di loro furono giustiziati, altri 64 ebbero pene dai 2 ai 20 anni[3][4].
- 23 marzo: nel Piemonte la camera approva la legge di riforma amministrativa di Cavour (legge 23 marzo n° 1483)[5][6].
- 20 giugno: pubblicazione di un codice penale nel granducato di Toscana[7].
- 8 dicembre: elezione della quinto parlamento sardo. Cavour, volendo rafforzare la sua maggioranza parlamentare, ottenne dal re lo scioglimento della Camera[8].

## Cultura

### Letteratura

#### Libri pubblicati nel 1853
- Lorenzo Benoni, ovvero Pagine della vita di un Italiano, romanzo di Giovanni Ruffini

### Musica

#### Opere create nel 1853
- 19 gennaio: Il trovatore (Le Trouvère), opera di Giuseppe Verdi, debutta al Teatro Tordinona a Roma.
- 6 marzo: La traviata, opera di Giuseppe Verdi, debutta al  Teatro la Fenice di Venezia.

## Nati nel 1853
- 21 giugno: Alfredo Dallolio, generale e politico, Ministro per le armi e le munizioni durante la I guerra mondiale. († 20 settembre 1952)
- 25 luglio: Giuseppe Petrai, scrittore, giornalista. Ha sceneggiato e diretto due film muti († aprile 1941)
- 26 agosto: Cesare Tallone, pittore, noto per i ritratti. († 21 giugno 1919)
- 18 settembre: Francesco Filippini, pittore paesaggista, esponente dell'impressionismo. († 6 marzo 1895)
- 13 dicembre: Leonardo Bazzaro,  pittore paesaggista. († 2 novembre 1937)
- 14 dicembre: Temistocle Calzecchi-Onesti, fisico, inventore del coesore († 22 novembre 1922).

## Morti nel 1853
- 7 febbraio: Tommaso Gazzarrini, 62 anni, pittore. (° 15 febbraio 1790)
- 17 febbraio: Prospero Minghetti, 67 anni, pittore neo-classico. (° 2 gennaio 1786)
- 8 aprile: Giuseppe Rapisardi, 54 anni, pittore (° 15 gennaio 1799)
- 3 giugno: Cesare Balbo, 63 anni[9]. (° 21 novembre 1789)
- 7 giugno: Giuseppina Ronzi de Begnis, 53 anni, cantante lirica (soprano). (° 11 gennaio 1800)
- 23 giugno: Giacomo Luigi Brignole, 56 anni, cardinale, nominato da papa Gregorio XVI, nunzio apostolico in Toscana, prefetto della Congregazione dell'Indice. (° 8 maggio 1797)
- 10 luglio: Lattanzio Querena, 84 anni, pittore (° 10 luglio 1768).
- 10 dicembre: Tommaso Grossi, 63 anni, scrittore e poeta di lingua lombarda, esponente del romanticismo. (° 20 gennaio 1790)